# Xaenapta gilmouri
Xaenapta gilmouri là một loài bọ cánh cứng trong họ Cerambycidae.